# MTV Unplugged
MTV Unplugged is een televisieprogramma waarvan de eerste serie tussen 1989 en 1999 voor het eerst werd uitgezonden op muziekzender MTV. Tussen 2000 en 2009 werden er minder vaak optredens gegeven, waarna het format tot op heden regelmatig terugkeerde in de vorm van specials. In MTV Unplugged worden de bekendste zangers of bands van dat moment gevraagd een optreden te geven in een akoestische setting, met minimaal gebruik van elektrisch versterkte instrumenten. 
Het programma heeft bijgedragen aan de popularisering van de akoestische basgitaar.
Bands die aan MTV Unplugged hebben deelgenomen zijn onder andere:
- 10,000 Maniacs (twee optredens, in 1991 en 1993)
- A-ha
- Aerosmith
- Alanis Morissette
- Alice in Chains
- Alicia Keys
- Arrested Development
- Bastille
- Biffy Clyro (album)
- Björk
- Bob Dylan
- Bon Jovi
- Bruce Springsteen (die 'valsspeelde' en een elektrisch versterkt optreden gaf; op het hoesje van de cd schrapte hij ludiekweg de UN van Unplugged)
- Brian May
- Bryan Adams
- Chris Isaak
- Duran Duran
- Elton John
- Eric Clapton
- Gang of Youths
- George Michael
- Guns N' Roses
- Hole
- Hootie & the Blowfish
- Jay-Z
- Page & Plant
- Joe Cocker
- KoRn (album)
- Lauryn Hill
- Lenny Kravitz
- Liam Gallagher
- Lil Wayne
- Live
- KISS
- KoRn
- Mariah Carey (was de eerste zangeres die de opname uitbracht op cd)
- Mando Diao
- Neil Young
- Nirvana (album)
- Oasis (deels zonder Liam)
- Paul McCartney
- Pearl Jam
- Placebo
- Queensrÿche
- R.E.M. (mocht tweemaal optreden, in 1991 en 2001)
- Roxette (de eerste band uit een niet Engelstalig land bij MTV Unplugged)
- Shakira (album)
- Sheryl Crow
- Stone Temple Pilots
- Sting
- The Corrs (album)
- The Cure
- Tony Bennett
- Tori Amos
- Twenty One Pilots